# Andrzej Bober (polityk)
Andrzej Bober (ur. 16 lipca 1950 w Boguchwałach) – polski polityk, urzędnik, poseł na Sejm I i II kadencji.

## Życiorys
Ukończył w 1983 studia na Wydziale Zootechnicznym Akademii Rolniczo-Technicznej w Olsztynie. Od 1969 do 1990 pracował w PGR w Grunwaldzie. Po wyborach samorządowych w 1990 pełnił funkcję wójta gminy Dąbrówno, następnie zaś zastępcy kierownika Urzędu Rejonowego w Ostródzie. Był posłem na Sejm I i od 1996 II kadencji z listy Unii Demokratycznej. W 1997 nie został ponownie wybrany. Stał na czele struktur partyjnych w Ostródzie. Pod koniec lat 90. wycofał się z bieżącej polityki.
Został zatrudniony w Warmińsko-Mazurskim Urzędzie Marszałkowskim, do 2008 był dyrektorem departamentu infrastruktury. W trakcie tzw. afery gruntowej funkcjonariusze CBA posłużyli się w działaniach operacyjnych podrobionym dokumentem rzekomo wydanym przez Andrzeja Bobera. Wkrótce odszedł ze stanowiska, po czym został wicedyrektorem, a w 2012 dyrektorem olsztyńskiego oddziału terenowego Agencji Nieruchomości Rolnych.